# Jean-Philippe-Aymar d'Albignac
Pour les autres membres de la famille, voir Famille d'Albignac.
 (septembre 2016).
Jean-Philippe-Aymar, baron d'Albignac, né le 26 octobre 1782 à Bayeux et mort le 29 octobre 1823 à Madrid (Espagne), est un général et homme politique français.

## Biographie
Fils du comte d'Albignac (1750-1816), lieutenant des gardes du corps avant la Révolution et major-général en 1814, il entra au service comme simple cavalier, et arriva par tous les grades à celui d'officier, aide de camp du maréchal Ney, qui l'avait pris en amitié. Il fit avec ce général les campagnes d'Espagne et de Russie ; dans la retraite qui mit fin à cette dernière entreprise, il eut les pieds et les mains gelés. Promu colonel du 138e régiment d'infanterie, il combattit encore à Leipzig, et prit part, en 1814, à la campagne entre la Seine et la Marne. 
Après la chute de Napoléon, il se soumit au roi et reçut dans la nouvelle organisation de l'armée, le grade de maréchal de camp. Il fut même désigné, au mois de mars 1815, pour commander les volontaires qui se réunissaient à Vincennes afin de barrer la route à Napoléon revenant de l'île d'Elbe. 
Toute résistance étant devenue inutile, il se retira dans son pays natal, où il fut nommé, par le collège électoral du Calvados, représentant à la Chambre des Cent-Jours. Il y demeura fidèle au parti royaliste, qu'il ne soutint que de ses votes. 
Lors de la Seconde Restauration, nommé par Louis XVIII président du collège électoral de Bayeux, il occupa par la suite les fonctions d'inspecteur général d'infanterie en 1820, et de gentilhomme ordinaire de la chambre du roi en 1821. Il avait pris en 1823, dans l'armée qui se rendait en Espagne sous les ordres du duc d'Angoulême, le commandement d'une brigade, et venait de coopérer au siège de Saint-Sébastien et à la prise de la Corogne, quand il succomba aux suites d'une maladie inflammatoire. 
D'Albignac était grand officier de la Légion d'honneur.

## Distinctions
- Grand officier de la Légion d'honneur